# Urraca I de León
Urraca I de León (León, 24 de junio de 1081-Saldaña, 8 de marzo de 1126), llamada por sus coetáneos y por los historiadores de la época como la Temeraria, fue reina de León entre 1109 y 1126 y emperatriz de España. Hija y sucesora de Alfonso VI y de la reina Constanza de Borgoña, a su muerte la sucedió su hijo Alfonso VII.

## Orígenes familiares
Los cronistas de la época no registraron la fecha del nacimiento de Urraca. Se cree que debió de nacer en 1081. Era la hija primogénita de Alfonso VI y de la reina Constanza de Borgoña, segunda esposa del rey, casados en 1079. Por parte paterna eran sus abuelos Fernando I, rey de León y conde de Castilla, y su esposa Sancha Alfónsez de León, hija de Alfonso V. Sus abuelos maternos fueron el duque Roberto I de Borgoña, hijo de Roberto II de Francia, el segundo monarca francés de la dinastía de los Capetos, y su esposa Helia de Samur. Esta última era, a su vez, hermana del abad Hugo de Cluny, con cuya poderosa abadía Alfonso pretendía estrechar lazos al desposar a Constanza.
Parece ser que quedó tutelada por Pedro Ansúrez, y se conocen dos de sus maestros durante la infancia, el presbítero Pedro, que la acompañó a Galicia tras su matrimonio, y Domingo Flacóniz.

## Condesa de Galicia
Primera hija del rey Alfonso VI de León y de su segunda esposa Constanza de Borgoña, el nacimiento de su medio hermano Sancho en 1093 la apartó de la línea sucesoria al trono de su padre. Ese mismo año falleció su madre, la reina Constanza.
Poco antes de febrero de 1093, Urraca contrajo matrimonio con Raimundo de Borgoña, un noble borgoñón que llegó a León tras la batalla de Sagrajas respondiendo al llamamiento que Alfonso VI realizó a la cristiandad europea con la intención de organizar una cruzada contra los almorávides que asolaban sus reinos. Se cree que llegó a la península en 1086 o 1087, en el séquito de su cuñado el duque Eudes, cuyo intento de apoderarse de Tudela fracasó. Tras el fallido cerco, los borgoñones acudieron a León a visitar a la reina —tía de Eudes— y casi de inmediato Urraca fue prometida a Raimundo y puede que incluso desposada con él, pese a que apenas contaba con ocho años y era demasiado joven para contraer matrimonio según el derecho canónico. Urraca, condesa consorte de Galicia, gobernaba junto con su marido toda la costa atlántica peninsular, desde la frontera con los territorios musulmanes del sur hasta la costa cantábrica gallega.
El matrimonio tuvo dos hijos: Sancha y Alfonso. Se desconoce el nacimiento de la primera, que fue anterior a 1095, y el segundo nació en 1105. Alfonso Raimúndez quedó encomendado a Pedro Froilaz y su esposa para su educación. De la educación de Sancha se encargó, por su parte, Elvira, la tía de Urraca, hermana de Alfonso VI.

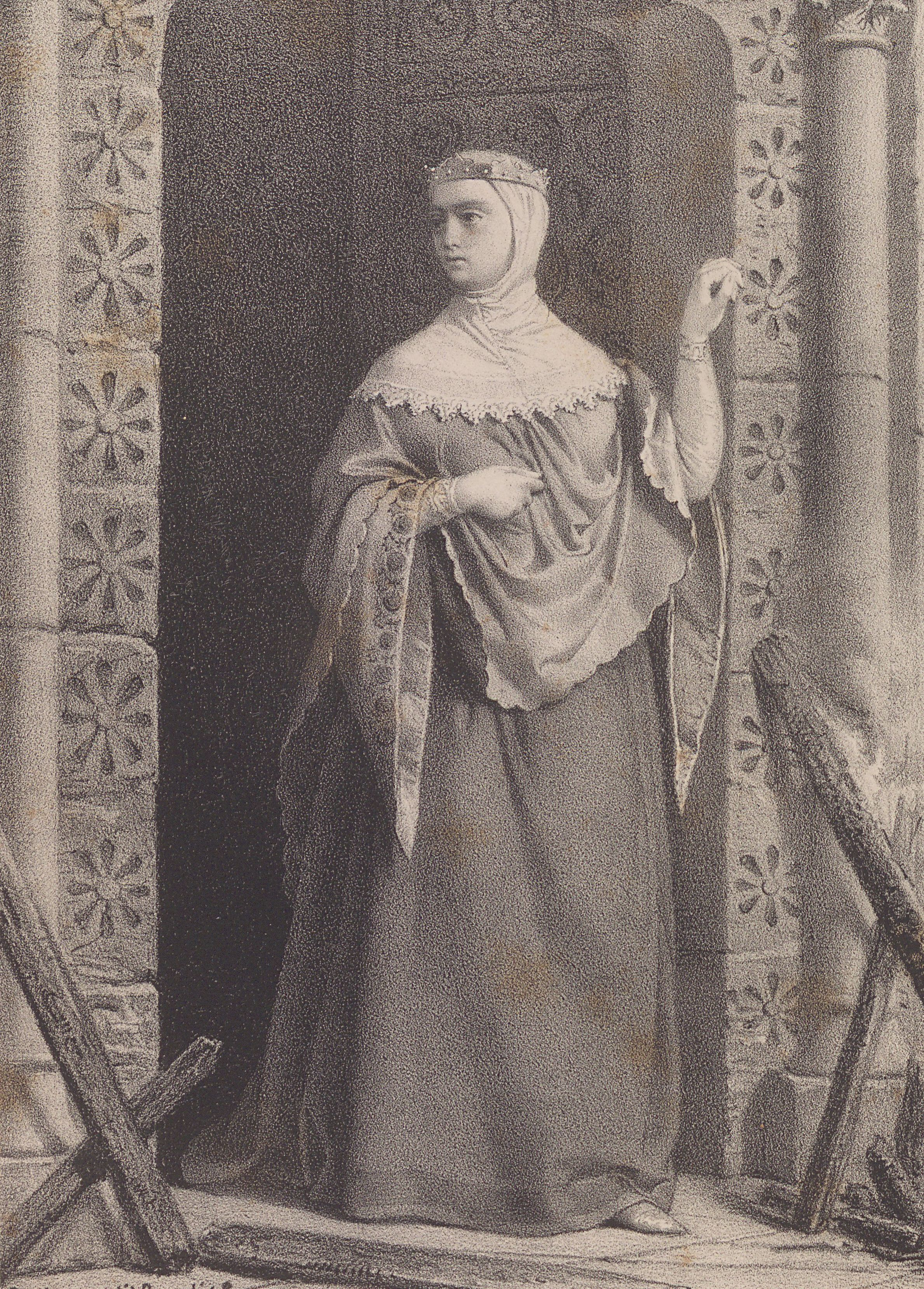
Urraca en una litografía del

En 1096, a raíz del matrimonio de otra de las hijas de Alfonso VI, Teresa de León, con Enrique de Borgoña, el monarca dividió Galicia en dos: el Reino de Galicia fue concedido a Urraca y Raimundo, y por otro lado, el condado Portucalense, que comprendía las tierras entre los ríos Duero y Miño, correspondió como dote a Teresa y Enrique y que con el tiempo daría lugar al reino independiente de Portugal.
Raimundo falleció en Grajal, en presencia de su esposa, el obispo de Santiago y el rey en septiembre de 1107. Urraca sucedió a su difunto esposo en el señorío del oeste del reino leonés. Sus tierras abarcaban Galicia, la comarca de Zamora y el suroeste de León, incluyendo Coria, Salamanca y Ávila. Para entonces era una mujer de veintisiete años con dos hijos (Sancha y Alfonso) y posiblemente otros siete embarazos fallidos. Hasta entonces parece que había tenido una posición subalterna, a la sombra de su marido; al fallecimiento de este, pasó a desempeñar un papel principal en la política regional que ya nunca perdió.
Se cree que acompañó el cadáver de su marido a Santiago de Compostela, en cuya nueva catedral románica fue inhumado, y que permaneció en Galicia, probablemente con el fin de asegurarse el dominio de esta. Urraca mantuvo el señorío de Galicia, a condición de permanecer soltera; en caso de casarse nuevamente, el gobierno de la región pasaría a su hijo Alfonso, hijo de su difunto primer marido.

## Reina de León

### Ascensión al trono

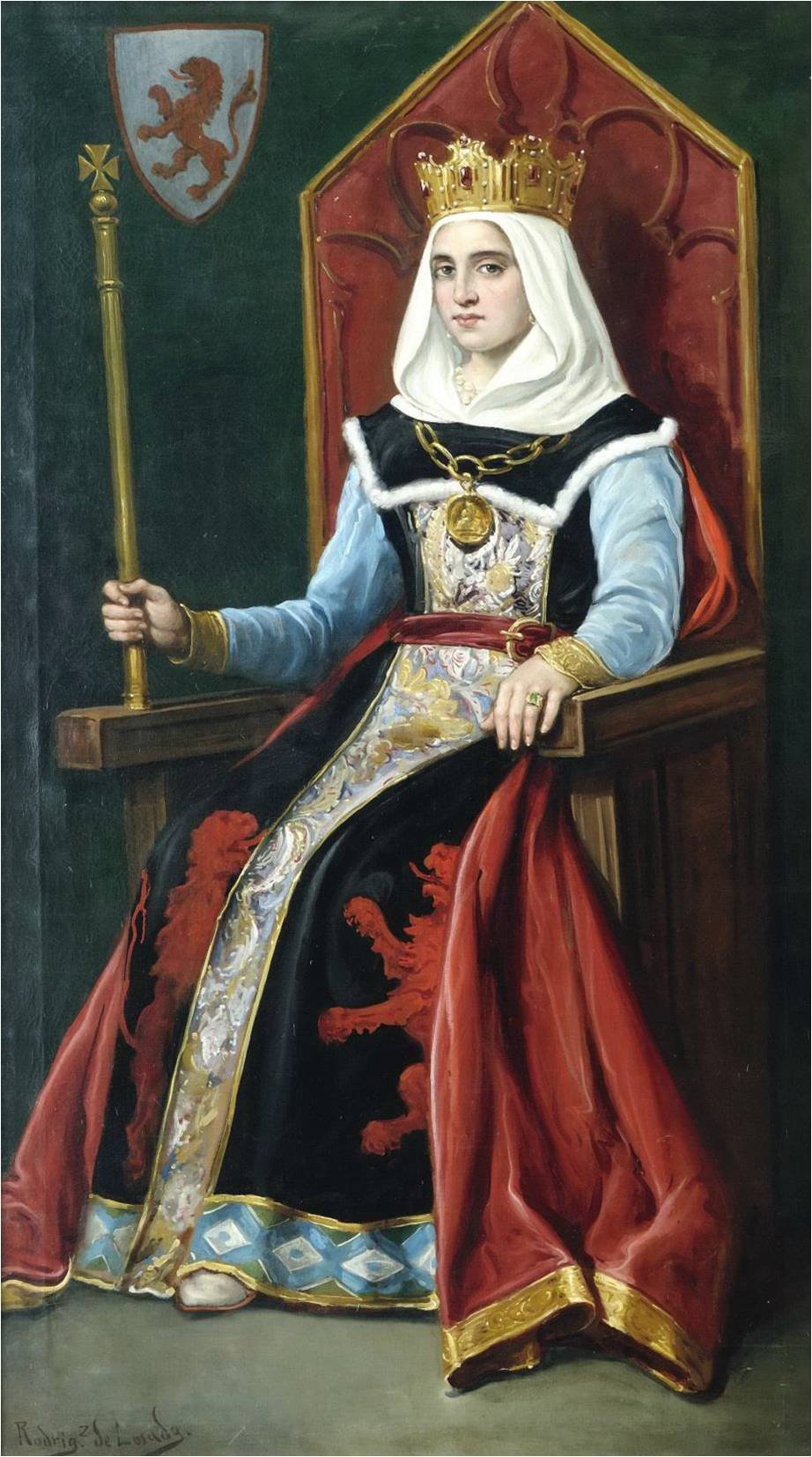
Urraca I de León, pintada por José María Rodríguez de Losada entre 1892-1894. Actualmente, en el Ayuntamiento de León.

El 30 de mayo de 1108, falleció su hermano Sancho en la batalla de Uclés, en la que obtuvieron la victoria los almorávides. por lo que Urraca acudiría a Segovia junto a los refuerzos gallegos que debían auxiliar al rey en la defensa de la frontera meridional del reino tras el descalabro de Uclés a principios de julio de 1108. La muerte del único descendiente varón de Alfonso VI convirtió a Urraca, que había enviudado en septiembre del año anterior, en la candidata mejor situada para suceder a su padre. En la situación de incertidumbre generada por la sucesión, surgieron varios candidatos para desposar a la heredera al trono, entre los que destacaban el conde Gómez González —cabeza de los Lara, antiguo alférez del rey y preferido por parte de la nobleza y el clero— y el conde Pedro González de Lara. Alfonso VI, temiendo que las rivalidades que existían entre los nobles castellanos y leoneses se incrementaran por este motivo, decidió casar a Urraca con el rey aragonés Alfonso el Batallador. Según parece Alfonso VI reunió en Toledo a los nobles del reino y les comunicó la sucesión y el matrimonio de Urraca. Disconformes con que se materializase este matrimonio, a este acuerdo se opusieron tanto la propia Urraca como parte de la nobleza. Pero la muerte de Alfonso, en julio de 1109 en Toledo, precipitó que Urraca heredara la corona y se convirtiera así en la primera mujer en Europa en ejercer de pleno derecho un reinado, algo poco habitual en la historia del reino, pero no insólito.   Dos meses después contrajo matrimonio con Alfonso el Batallador.
El matrimonio se celebró en septiembre o más probablemente octubre de 1109 en el castillo de Monzón de Campos, con el alcaide de la fortaleza, Pedro Ansúrez, apadrinando el enlace. La nobleza y el clero que habían asistido al entierro de Alfonso —fallecido el 1 de julio— decidieron cumplir los deseos de desposar a la nueva reina con el monarca aragonés, pese a la oposición de esta y al escaso entusiasmo por la boda.
Según el acuerdo matrimonial, Alfonso cedía amplias tierras a su esposa y se comprometía a no abandonarla por excomunión o por consanguinidad. Si nacía algún vástago del matrimonio, este heredaría las tierras del padre, pero, si no era así, Urraca y sus hijos se harían con las tierras de Alfonso cuando este falleciese. En caso de que fuese Urraca la primera en morir, sus tierras las heredarían conjuntamente Alfonso y los hijos que pudiesen tener en común. Si no tenían descendencia conjunta, Alfonso disfrutaría vitaliciamente de las tierras de su esposa en usufructo, que al fallecer él pasarían a Alfonso, el hijo que Urraca había tenido en su primer matrimonio. En conjunto, las estipulaciones eran generosas para con la reina leonesa. Tras el desposorio, la pareja viajó a Aragón.

### Primera etapa (1109-1110)

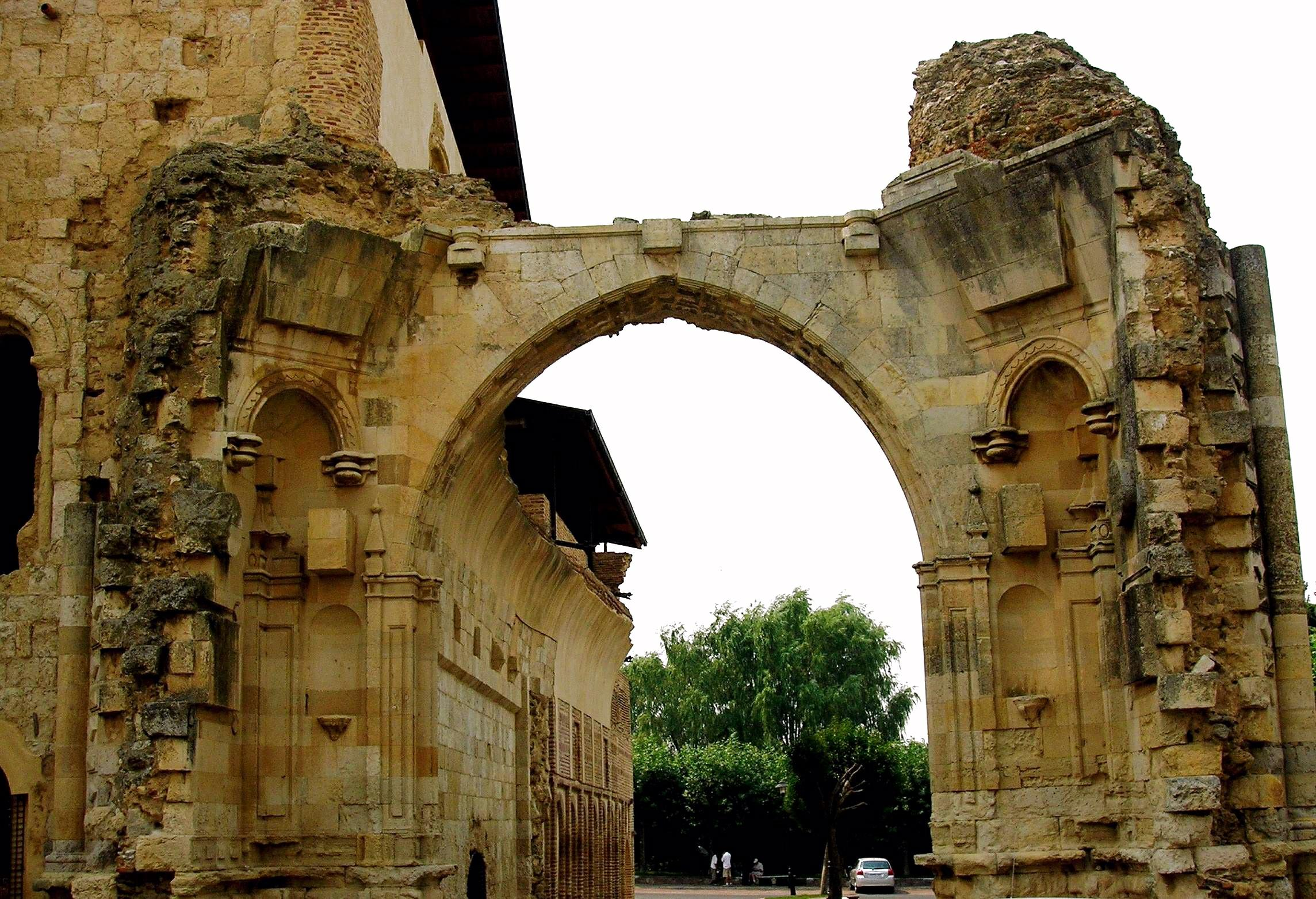
Monasterio Real de San Benito, Sahagún, León, lugar de refugio de la reina Urraca frente a su marido Alfonso I de Aragón.

#### Combates con los almorávides
La primera tarea que tuvieron que afrontar los reyes fue el avance de los almorávides. En el verano de 1109, estos se habían apoderado de varias importantes plazas meridionales: Talavera de la Reina, Madrid y Guadalajara. En 1110, vencieron al conde Enrique en Santarem, que conquistaron el 26 de mayo de 1111. En el este, Al-Musta'in II de Zaragoza, animado por las victorias almorávides en el oeste, emprendió una campaña invernal contra Aragón. Los reyes acudieron desde Sahagún y Alfonso batió y dio muerte al emir zaragozano en la batalla de Valtierra el 24 de enero de 1110.

#### Oposición al matrimonio

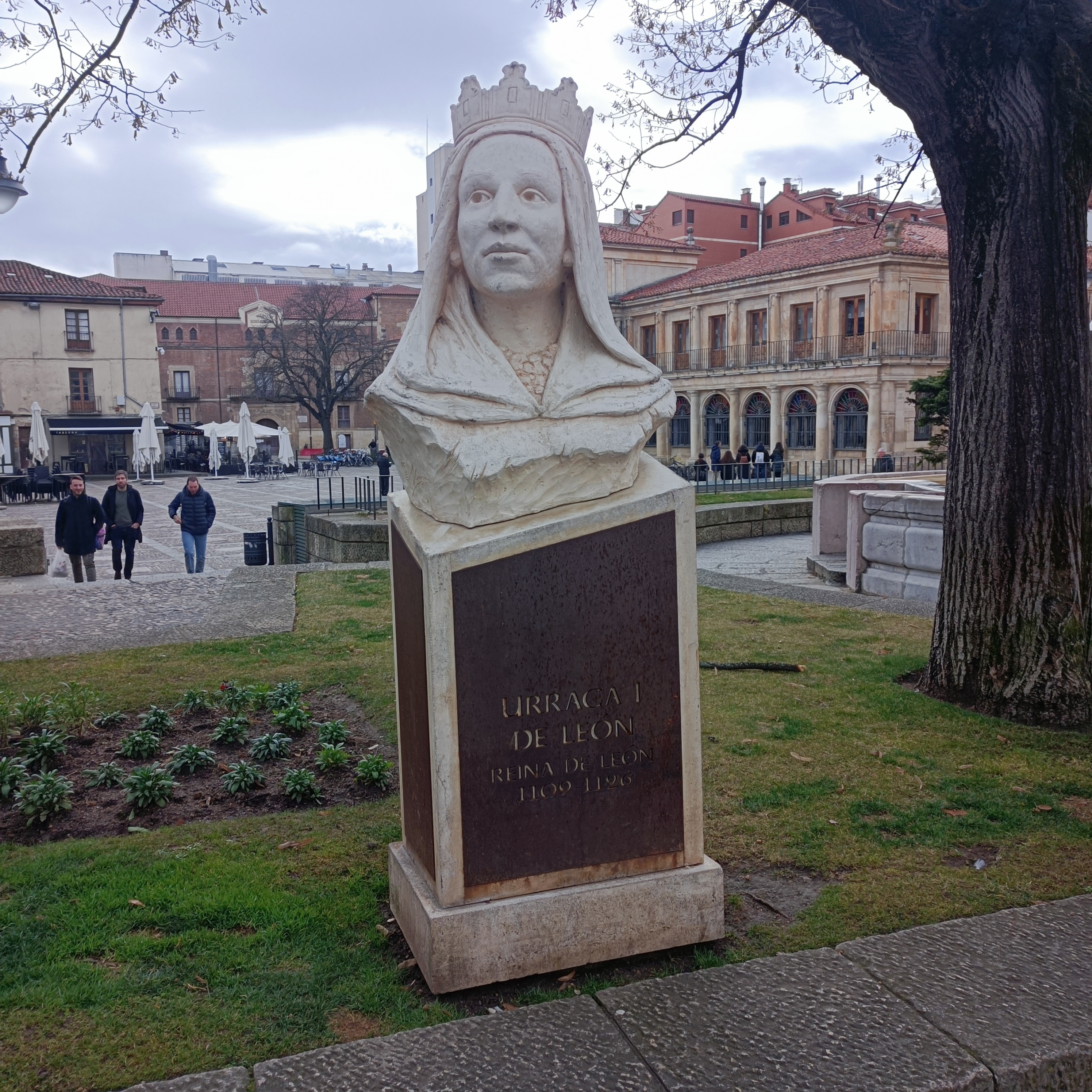
Busto de Urraca I en la plaza de San Marcelo, en León

El matrimonio entre Urraca y Alfonso se inició con la oposición de distintas facciones políticas contrarias a la unión por motivaciones muy distintas. Una primera facción estaba formada por el clero francés, que se había visto muy reforzado gracias al origen borgoñón del primer marido de Urraca y que temía perder sus privilegios e influencia. El alto clero estuvo, en general, en contra del segundo matrimonio de Urraca desde el principio. Mal avenido con el rey aragonés, fue el principal sostén del posterior gobierno en solitario de Urraca. Una segunda facción tenía su centro en Galicia y su rechazo a la unión entre Urraca y Alfonso venía motivado por la pérdida de los derechos al trono leonés del hijo de Urraca, Alfonso Raimúndez. Este sector se encontró desde un primer momento dividido en dos tendencias: una encabezada por el obispo de Santiago de Compostela, Diego Gelmírez, que defendía la posición del infante Alfonso como sucesor de Urraca; y otra encabezada por Pedro Froilaz, conde de Traba y tutor del príncipe Alfonso, quien se inclinaba por la independencia de Galicia, cuyo trono ocuparía Alfonso. Un tercer grupo opositor al matrimonio real radicaba en la misma corte y estaba encabezado por el conde Gómez González y la motivación de su oposición venía dada por su temor a la pérdida de poder, sensación que se vio pronto confirmada cuando Alfonso I nombró a nobles aragoneses y navarros para importantes cargos públicos y como alcaides de los castillos y enclaves leoneses y castellanos.
Fue el conde de Traba quien desde Galicia inició el primer movimiento agresivo contra los monarcas cuando reclamó los derechos hereditarios del infante Alfonso. En respuesta a la rebelión gallega, Alfonso el Batallador se dirigió al frente de su ejército hacia Galicia a principios de mayo de 1110; restableció el orden en el condado rebelde, tras vencer a las tropas gallegas en el castillo de Monterroso. La campaña, sin embargo, no fue del todo satisfactoria y hubo de ser abandonada tras tres meses. La reina, que había acompañado a su esposo a la región, lo abandonó pronto y volvió a León, disgustada por el ajusticiamiento de un rebelde que se había rendido. Astorga se negó a abrir las puertas a Alfonso al regreso de la campaña y al mismo tiempo el papa había hecho saber su oposición a los esponsales entre Urraca y Alfonso. La reina, tras consultar con varios obispos, decidió separarse de Alfonso, que hubo de partir apresuradamente a Aragón para hacer frente a la amenaza de los almorávides, que se habían adueñado de Zaragoza durante el verano. Personalmente, los esposos parecen haberse llevado mal: Alfonso era misógino y violento, y Urraca lo acusó de haberla maltratado. Probablemente en julio, la curia se reunió para tratar la condena papal del matrimonio de Urraca —rechazado por la consanguinidad de los esposos— y aprobó la separación de la pareja. La incapacidad de Alfonso de imponer por la fuerza el matrimonio a los que lo rechazaban, la falta de un heredero y la oposición del papa al enlace hicieron que este fracasase. En agosto de 1110, la reina encabezó una marcha hacia Zaragoza, aunque no se sabe si lo hizo para colaborar con su marido o para sostener a la taifa contra Aragón, como había hecho en el pasado su padre, y en octubre había vuelto a Burgos.
La rebelión gallega contra el poder real fue solo el comienzo de una serie de conflictos políticos y bélicos que los caracteres opuestos de Urraca y Alfonso y su antipatía mutua alentaron en años sucesivos y que sumieron a los reinos hispánicos en una continua guerra civil. En la segunda mitad de 1110, la reina fue recabando apoyos en todo el reino; los obtuvo en Castilla, León, La Rioja, la Extremadura castellana y parte de Galicia. A final de año su posición se había fortalecido tanto que Alfonso acudió a negociar con ella durante las fiestas navideñas celebradas en Sahagún.
Pronto se diferenciaron dos tendencias en la facción opuesta al matrimonio radicada en la propia corte. Una apoyaba a Alfonso como soberano y estaba integrada por parte de la nobleza y la burguesía de las ciudades que bordeaban el Camino de Santiago, deseosas de deshacerse de los señoríos eclesiásticos. La otra facción apoyaba a Urraca y estuvo formada por otra parte de la nobleza y el clero, que trabajaron activamente para lograr la anulación eclesiástica del matrimonio argumentando ante el papa Pascual II que el mismo era incestuoso, debido a la consanguinidad de los esposos (ambos eran bisnietos de Sancho Garcés III de Pamplona). El pontífice amenazó con la excomunión de los monarcas si estos no anulaban el matrimonio. La reina afirmaba, según escribe Jerónimo Zurita en los Anales de la Corona de Aragón, que

aunque el matrimonio se efectuó muerto el rey, su padre, con voluntad y orden los grandes de su reino, fue contra la suya y que recibió muchos denuestos y se le hicieron malos tratamientos por el rey de Aragón y que usaba gran tiranía y echó a los obispos de Burgos y León de sus iglesias, y prendió al de Palencia, y desterró al obispo de Toledo por dos años de su diócesis siendo legado de la sede apostólica, y que sacó del Monasterio de Sahagún al abad y puso en él a don Ramiro, su hermano. Era la pasión tan terrible, que la reina afirmaba que con gran furor y odio procuraba la muerte del infante, creyendo suceder en el reino. Y con esto iban incitando y conmoviendo contra él los pueblos.

Urraca decidió alejarse de Alfonso y se refugió en el monasterio de Sahagún. Alfonso I recibió noticias de que el arzobispo de Toledo estaba maniobrando para obtener la nulidad matrimonial. Este hecho, unido a los rumores de que la reina mantenía una relación amorosa con el conde Gómez González, hizo que decidiera encarcelar a Urraca en la fortaleza de El Castellar y dirigiera su ejército contra todas aquellas plazas leonesas, gallegas y castellanas que se habían puesto a favor de Urraca. Alfonso I tomó Palencia, Burgos, Osma, Orense, Toledo (en abril de 1111), donde depuso al arzobispo, y Sahagún, donde también depuso al abad del monasterio (véase: Primera revuelta burguesa de Sahagún).
El conde Gómez González, junto con el conde Pedro González de Lara, logró liberar a la reina, que buscó refugio en la fortaleza de Candespina, ubicada en Fresno de Cantespino, en Segovia.

### Segunda etapa (1111-1114)

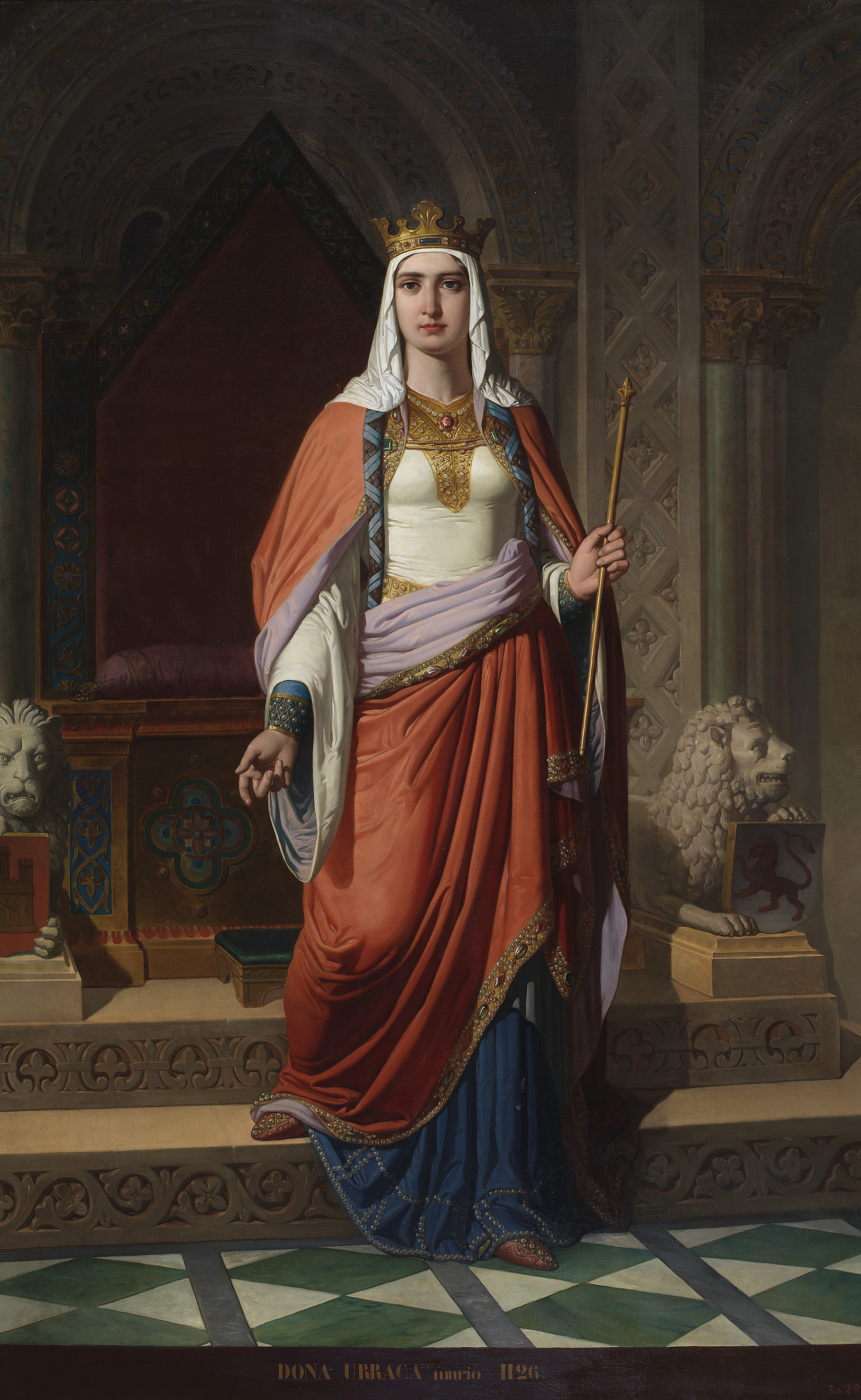
Urraca I de León, pintada por Carlos Múgica y Pérez en 1857. Actualmente, en el Congreso de los Diputados.

Mientras el conde Enrique viajaba a Francia para reunir fuerzas con las que defender sus posesiones en la guerra civil que se libraba en el reino, Urraca pactó con los partidarios gallegos de su hijo. Como consecuencia de este acuerdo, el joven Alfonso se asoció formalmente a su madre en el trono y fue coronado en Santiago de Compostela el 11 de septiembre de 1111. A cambio, Urraca obtuvo tropas gallegas con las que combatir a su esposo. El reforzamiento de la posición de la reina inquietó al conde Enrique, recién vuelto de Francia, que se coligó con el rey aragonés para equilibrar la situación. El enfrentamiento con el soberano aragonés y sus partidarios en el reino obligó a Urraca a expoliar ciertas riquezas de las iglesias.
Los dos bandos chocaron cerca de Sepúlveda en la batalla del Campo de la Espina o Candespina (26 de octubre de 1111), en la cual Alfonso salió victorioso gracias al apoyo militar que recibió de los condes de Portugal Teresa y Enrique, hermanastra y cuñado de Urraca, respectivamente. Jerónimo Zurita describe la batalla de la siguiente manera:

Comenzándose a herir de ambas partes la batalla, desamparó luego el conde don Pedro González el estandarte real, y salió huyendo del campo y el conde don Gómez con los castellanos de su batalla estuvo firme en ella, pero fueron a la postre desbaratados y vencidos y quedó el conde Gómez vencido y muerto en el campo.

El conde Gómez, antiguo alférez de Alfonso VI, candidato preferido de la nobleza del reino para esposo de Urraca, había dirigido a los partidarios de esta en la batalla. Urraca, vencida, se refugió en Burgos. Al tiempo, envió emisarios a Enrique, prometiéndole dividir el reino con él, como ya habían acordado el conde y Alfonso de Aragón. Enrique, que temía tener por poderoso vecino al rey aragonés, cambió de bando y pactó con Urraca. Alfonso se encerró entonces en el castillo de Peñafiel, donde lo cercaron infructuosamente Enrique y Urraca. Fracasado el sitio, se replegaron a Palencia, donde trataron la división del reino. Al mismo tiempo, Urraca, ante lo que consideraba desmedidas pretensiones de su hermana Teresa, emprendió secretos tratos con Alfonso. Mientras Enrique partía a recibir Zamora, las dos hermanas se encaminaron a Sahagún. Urraca había dado órdenes a sus partidarios palentinos de no resistir el avance de Alfonso, que fue fulminante y sorprendió incluso a la reina. Estuvo a punto de apresar a Teresa en Sahagún y amedrentó a Urraca, que decidió huir y refugiarse en las montañas gallegas.
Tras apoderarse de Lugo, fiel al rey aragonés, un ejército gallego marchó hacia León, pero fue emboscado por aquel en Viadangos. El grueso de los supervivientes se refugió en Astorga, aún hostil a Alfonso. El obispo compostelano huyó con el joven Alfonso, que entregó a su madre. Aunque el monarca aragonés dominaba casi todo el reino, desde Toledo a León, y a finales de 1111 pactó con Enrique; la falta de legitimidad para gobernar lo conquistado minaba su posición. Contaba, en especial, con el respaldo de los burgueses de numerosas ciudades: Carrión, Zamora, Nájera, Burgos, León o Sahagún. Urraca, por su parte, gozaba de legitimidad, propia y por la presencia a su lado de su hijo, pero carecía por entonces de grandes fuerzas militares o de fondos con los que sufragar la guerra con Alfonso. En la primavera de 1112, apenas conservaba Asturias y, con dificultad, Galicia.
Urraca se coaligó nuevamente con los portugueses, pese al oneroso precio que exigieron estos, deseosos de conservar Salamanca, Ávila, Zamora y el norte de Extremadura. Alfonso, que gozaba de partidarios por todo el reino, como sucedía también con Urraca, asedió en vano Astorga. Al ser vencido, se retiró a Carrión, donde fue a su vez cercado por Urraca. Estos reveses mutuos llevaron a una breve reconciliación entre los dos. Mientras, en mayo de 1112, falleció Enrique, aunque la situación en Portugal cambió poco, pues Teresa continuó con la política independentista. La efímera reconciliación entre los esposos, que el legado apostólico trató de desbaratar, apenas duró el verano de 1112. Urraca y Alfonso intentaron fijar las condiciones del gobierno conjunto, en balde; el soberano aragonés instaló guarniciones afines allá donde pudo, pero los notables del reino condenaron esta acción y le obligaron a abandonar Sahagún.
Para el otoño de 1112, el matrimonio con Alfonso había fracasado completamente y Urraca se aprestaba a gobernar finalmente en solitario. Contaba con la lealtad de Asturias y de León y, conjuntamente con su hijo Alfonso —que apenas contaba siete años—, la de Galicia, que en realidad gobernaban casi independientemente el obispo Gelmírez de Santiago y el conde Pedro Froilaz, teóricamente en nombre del joven Alfonso. Aunque también gozaba de decididos partidarios en Castilla, esta región estaba fundamentalmente en manos del monarca aragonés, mientras que el oeste del reino estaba en las de Teresa. Toledo estaba asimismo en poder de Alfonso, si bien Urraca contaba con la lealtad del arzobispo toledano y de Álvar Fáñez, señor de los territorios orientales del reino conquistado por el padre de la reina.
El primer objetivo de Urraca fue recobrar Castilla. Para ello empezó por rendir el castillo de Cea en septiembre de 1112, con lo que recuperó los territorios al oeste del río Carrión. Los territorios del alto Duero, al sur de Burgos, también aceptaban la autoridad de la reina y Toledo parece haber estado en manos del fiel Fáñez desde julio de 1111. Seguidamente, la guarnición aragonesa de Burgos se rindió a Urraca al no recibir socorro de Alfonso, que decidió no enfrentarse al ejército de Urraca para auxiliar la plaza. La campaña burgalesa ocupó el verano de 1113.
A continuación, la reina envió socorros al castillo de Berlanga, amenazado por los zaragozanos. Ese mismo verano, Fáñez había tenido que defender por su cuenta el reino toledano de las repetidas acometidas almorávides, en las que perdió el castillo de Oreja. Para tratar la crítica situación del reino, se convocó una curia para octubre en Palencia. En esta, de la que se ausentaron muchos notables gallegos, se trataron diversos problemas administrativos y se aprobaron varias medidas que suponían una declaración de guerra a Teresa.
En 1114, la situación volvió a empeorar para Urraca en el centro peninsular: Fáñez murió a mediados de abril en un levantamiento contra la reina en tierras segovianas y Toledo volvió a alinearse con Alfonso de Aragón, probablemente para obtener de este mayores socorros que los magros del año anterior, necesarios ante los renovados embates almorávides, que talaron la comarca en julio y agosto. Para reforzar su posición, la reina optó por tratar de afianzar su poder en Galicia, menoscabando el del obispo compostelano. Intentó en vano apresarlo. Hacia finales de año, Urraca sufrió nuevos reveses: los burgueses de Burgos, insatisfechos con la elección de su nuevo obispo, volvieron a someter la ciudad a Alfonso. Lo mismo sucedió en Sahagún y probablemente en Carrión. La reina había perdido lo ganado en la campaña del año anterior. La falta de legitimidad de Alfonso volvió a salvar de la derrota total a Urraca, que de nuevo se enfrascó en intensas negociaciones para mejorar su posición a finales de 1114.

### Tercera etapa (1115-1126)

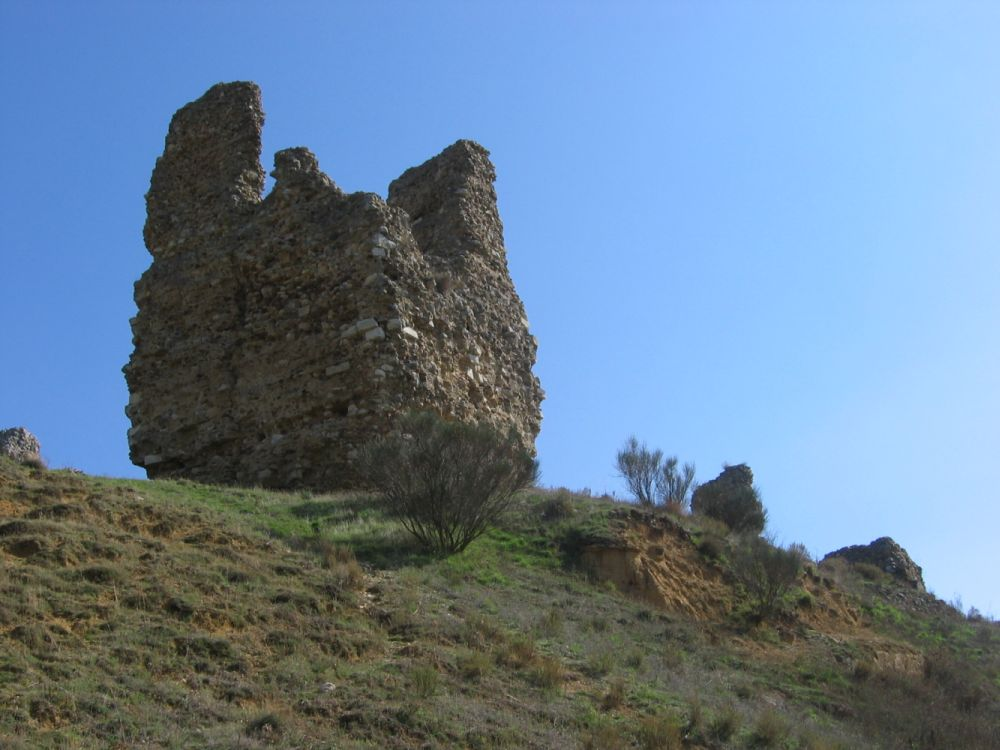
Castillo de Saldaña (Palencia), lugar de fallecimiento de la reina Urraca.

La retirada de Alfonso I no supuso la desaparición de los conflictos, ya que estos se desplazaron nuevamente a Galicia, donde, en 1115, el conde de Traba, Pedro Froilaz, y el obispo de Santiago de Compostela, Diego Gelmírez, intentaron aumentar la autonomía del hijo de la reina, Alfonso, como rey independiente de Galicia.

León en tiempos de la reina Urraca. Se muestran los veintiún obispados del reino, las cecas, los principales castillos reales y la línea de defensa del Duero, además de las principales zonas dominadas por el segundo esposo de Urraca, Alfonso I de Aragón y su media hermana, la infanta Teresa.

Ante el fallido acuerdo entre el obispo Gelmírez y Urraca, Fróilaz y su hijo, que se hallaban campeando al sur del Duero y en el reino de Toledo, se rebelaron contra la soberana y volvieron a Galicia. Urraca marchó contra los rebeldes, que evacuaron Santiago. La incursión acabó con un nuevo pacto entre la reina y Gelmírez en torno a mayo del 1116, que no satisfizo, empero, a Fróilaz. Mientras Urraca perseguía a un noble rebelde en el sur de la región, quedó brevemente cercada en el castillo de Sobroso por fuerzas de Fróilaz y de su hermana Teresa. Tuvo que retirarse a Santiago, desde donde regresó a León, tras tres meses de campaña en tierras gallegas que habían demostrado el poder de la reina y dividido a sus posibles rivales. Mientras Urraca marchaba por Galicia, Alfonso reforzaba su poder en La Rioja y Castilla oriental, aunque para el otoño del 1116 había perdido Burgos y Sahagún, que recobró aquella. Ese mismo año, Urraca llevó a cabo una jugada maestra que debilitó al partido gallego y a su exmarido: cedió el gobierno de las tierras al sur del Duero y del reino de Toledo, donde su poder era escaso, a su hijo Alfonso. Los notables gallegos perdían así la custodia del heredero y se debilitaba al mismo tiempo la posición del monarca aragonés en la región, que debía competir a partir de entonces con la atracción que ejercía el joven Alfonso. La maniobra suscitó además el fracaso de las aspiraciones al trono leonés de Teresa y de su hijo Alfonso Enríquez, que a partir de entonces tendieron a independizarse del reino y formar uno propio portugués. En realidad, la región había gozado de independencia fáctica desde 1109 merced a la débil autoridad de Urraca. Para finales de año, Urraca había recuperado gran parte de Castilla, había reforzado su poder en Galicia y desviado las ambiciones de los partidarios de su hijo hacia el sur del Duero. Se aprestó entonces para intentar someter a Teresa, para lo que tuvo antes que pactar con el rey aragonés, que a la sazón se preparaba para conquistar Zaragoza, por lo que se avino a negociar con Urraca en noviembre y diciembre del 1116.
Así, a partir de 1117, un tercio del reino, limitado aproximadamente por Talavera de la Reina, Osma y Zamora, y que anhelaban tanto Alfonso de Aragón como Teresa y los almorávides, pero que Urraca había logrado conservar, pasó en la práctica como infantado a su hijo Alfonso, tutelado por al arzobispo Bernardo de Toledo. Al territorio se añadieron Atienza y Sigüenza en 1124, casi al final del reinado de Urraca. El territorio, pese a su extensión, estaba escasamente poblado y era todavía una tierra de frontera, en la que se iban extendiendo desordenadamente los colonos. Este proceso repoblador había comenzado entre el Duero y la sierra de Guadarrama en tiempos del abuelo de Urraca, el rey Fernando y al sur de las montañas en las de su padre, Alfonso VI. La principal actividad de la región era la cría de ganado y el robo de este a los vecinos musulmanes del sur. A diferencia de otras zonas del reino, no se organizaba en condados, sino en alfoces de ciudades, que se regían por sus fueros. La autoridad de los señores, laicos o eclesiásticos, era por entonces escasa. La zona fue atacada reiteradamente por los almorávides a lo largo de las décadas de 1110 y 1120, al igual que la costa gallega, pero los leoneses lograron defenderse bien en conjunto, en parte favorecidos por el castigo que sufría el enemigo en el este a manos del Batallador, que por entonces le arrebató el valle del Ebro. A las sucesivas acometidas almorávides respondían, en ocasiones, incursiones leonesas e, incluso, conquistas como la de Alcalá de Henares en el 1118 o la posterior de Sigüenza. Los reveses leoneses, que ya habían empezado a finales del reinado anterior, obligaron a ceder casi toda la frontera del Tajo, pero fueron dando paso paulatinamente a un equilibrio que desapareció finalmente con la victoria de los señores cristianos en la batalla de Las Navas de Tolosa un siglo más tarde.
A finales de la primavera del 1117, en preparación a la campaña contra Teresa, Urraca marchó a Santiago a intentar reconciliar el concejo de la ciudad con el obispo Gelmírez. Gelmírez y el conde Traba, tutor del infante Alfonso, pactaron con Urraca, pero la población, que temía un trato desfavorable, se amotinó y los cercó en una torre de la catedral, entonces en construcción. Los rebeldes le prendieron fuego y les obligaron a abandonarla. A continuación, desnudaron y apedrearon a la reina hasta que algunos pudieron calmar a la turba. La soberana fue liberada y reunió tropas que hicieron capitular a los rebeldes. El obispo recobró el gobierno de la ciudad, que hubo de pagar una onerosa multa y sufrir el exilio de los cabecillas de la revuelta. Tras la rendición de la ciudad, la reina la sometió a una fuerte represión.
El levantamiento, ejemplo de la inestabilidad urbana característica de la época en Europa, era señal del dinamismo urbano en el Camino de Santiago, como lo fue también el conflicto entre los burgueses y el abad en Sahagún, que duró de 1110 a 1117.
También en 1117, Urraca I fue cercada en el Castillo de Sobroso por los partidarios de su hijo y su hermana Teresa de León, pero consiguió escapar y volver a Santiago de Compostela, tal y como se relata en la Historia compostelana.
Tras estos acontecimientos que debieron de suceder en junio, Urraca anuló la prevista campaña contra Teresa y se retiró a León. Pese a ello, Urraca pudo apoderarse de Toro y Zamora, ya que Teresa tuvo que concentrarse en repeler la ofensiva contra Coímbra de los almorávides. En noviembre de 1117, el joven Alfonso entró en Toledo, poniendo fin al poder del rey aragonés en la ciudad; asumió, como seguía haciendo este, el título de emperador.
Urraca consolidó la relación con los partidarios de su hijo firmando el Pacto del Tambre, en el que reconocía la legitimidad del infante Alfonso para sucederla en el trono. Sin embargo, la paz solo se prolongó hasta 1120 cuando nuevamente se enfrentó al conde de Traba, con el que tuvo que volver a pactar en 1121 debido a la invasión que desde el Condado Portucalense encabezó su hermanastra Teresa y que repelió cruzando el río Miño y venciéndola en Lanhoso, con lo que consiguió que esta la reconociese como soberana.
La autoridad de Urraca se reforzó en la región a lo largo del año. Ese mismo año, en febrero, Urraca pactó una tregua con su exmarido en Burgos. Esta perduró hasta el final del reinado y le permitió a la reina consolidar su poder en el centro peninsular y en parte del oeste, al precio de abandonar Zaragoza al rey aragonés.
En la primavera del 1118, marchó al este de Castilla a someter a los señores que habían gozado de gran autonomía tras el fallecimiento de Álvar Fáñez en 1114, algunos de los cuales habían reconocido la autoridad del rey aragonés. En junio se hallaba en Segovia, donde tuvo que sofocar una revuelta en su contra. La reina marchó luego a Galicia, aunque dejó parte de sus tropas al arzobispo toledano, que las empleó para enfrentarse a los almorávides.
Entre enero y marzo del 1119, Urraca permaneció en Burgos, desde donde siguió los triunfos de Alfonso de Aragón en el Ebro. De Burgos pasó a Palencia, donde se encargó de reforzar la frontera oriental del reino de Toledo de posibles incursiones almorávides o aragonesas. Durante la primavera y el verano, tuvo que afrontar una fallida pero peligrosa conjura en la que participó su antiguo mayordomo, Guter Fernández. Este apresó brevemente a su amante el conde Pedro González de Lara en el castillo de Mansilla en la primavera. La crisis no acabó con la liberación del de Lara, pues el 18 de julio hubo combates en la propia León y la reina quedó cercada en el castillo de la ciudad. La fallida conspiración, en la que la reina parece haber sospechado que estaba involucrado el obispo compostelano, pudo haber sido una reacción a lo que los notables gallegos y parte de los leoneses consideraban excesiva inclinación de la reina por Castilla —nobles castellanos dominaban por entonces la corte, con el conde de Lara a la cabeza— y por pactar con Alfonso de Aragón desde 1117. El temor de un posible reconciliación de los esposos pudo desencadenar el fallido golpe contra Urraca. Para principios de septiembre, la crisis había pasado y la reina mantuvo su actitud conciliatoria con Aragón.
En 1120 Urraca acudió a Galicia y persiguió a los partidarios del conde Pedro Froilaz con la colaboración del obispo Gelmírez, con quien renovó la liga que mantenía. A continuación, las fuerzas reales cruzaron el Miño y penetraron en las tierras de Teresa, que no pudo impedirlo y quedó sitiada en el castillo de Lanhoso, al noreste de Braga, mientras el ejército de Urraca talaba la región hasta el Duero. La victoria temporal sobre Teresa y el posible sometimiento efímero del territorio hizo que Urraca se decidiese a eliminar a Gelmírez, a quien detuvo a finales de julio. La medida resultó un error: el infante Alfonso abandonó a la reina y se unió a las fuerzas del conde Froilaz, acampadas cerca de Santiago, y los partidarios del cautivo se alzaron en la ciudad, cercando a la reina en la catedral. Al no poder someter a los rebeldes, Urraca hubo de liberar al obispo pocos días después, si bien no le devolvió sus tierras y castillos. Esto llevó a Gelmírez a coligarse con Froilaz, Teresa —que devino amante o esposa del conde Fernando Pérez de Traba— y el heredero al trono, alianza que Urraca trató de desbaratar. En el otoño, ante la amenaza de excomunión presentaba por el papa —Calixto II, hermano de su primer marido Raimundo y como tal tío del infante Alfonso— por el apresamiento de Gelmírez, la reina cedió ciertos ingresos de las tierras de realengo a su hijo Alfonso.
El fracaso de las negociaciones con Gelmírez hizo que Urraca marchase a Galicia al frente de un ejército que, tras varias maniobras, se apostó cerca de Santiago, en el Pico Sacro, frente al reunido por el obispo compostelano y el del conde Froilaz, en la primavera del 1121. Los dos bandos evitaron el choque mediante un pacto por el que la reina se comprometió a devolver las propiedades del obispo antes de la Navidad. En el acuerdo se incluyó asimismo la celebración de una curia el 25 de agosto, para tratar los problemas del reino. En agosto de 1121 hubo un nuevo intento de derrocar a la reina y proclamar rey al infante Alfonso en la curia celebrada en Sahagún. A esta acudieron fundamentalmente adversarios de la reina y partidarios de Gelmírez. La intervención del papa Calixto en noviembre desbarató la maniobra. Mientras, Teresa aprovechó los apuros de su hermana para recuperar el valle del Miño durante el otoño.
Para hacer frente a los avances en Galicia de su hermana, Urraca acudió con su hijo a Galicia en la primavera siguiente. Los dos bandos, en vez de enfrentarse, pactaron. A finales del verano de 1122, el Batallador recorrió gran parte de los territorios leoneses al sur del Duero, llegando hasta Olmedo, probablemente para forzar al Alfonso Raimúndez y a su tutor el arzobispo de Toledo a mantener la tregua en Castilla que mantenía con Urraca desde el 1117. Los gestos del rey de Aragón en la región fueron fundamentalmente conciliadores con Urraca y sus partidarios, que parecen haber renovado la tregua con el soberano vecino. Este no volvió a penetrar en los territorios al sur del Duero durante el resto del reinado de Urraca, ni a reclamar estos territorios —salvo Soria—, aunque sí siguió utilizando intermitentemente el título imperial.
En marzo de 1123, Urraca estaba en Galicia, donde renovó su alianza con el obispo Gelmírez e hizo apresar al conde Pedro Froilaz y a sus hijos, a quienes confiscó los bienes. Permaneció en la región el resto de la primavera y el verano, estrechando su control sobre ella. Luego marchó al sur, a Toledo, pasando de camino por Segovia, para preparar la conquista de Sigüenza. Esta se verificó en enero del año siguiente.
El 25 de mayo de 1124, el obispo Gelmírez armó caballero a Alfonso, probablemente con la aquiescencia de la reina que, sin embargo, no estuvo presente en la ceremonia, celebrada en Santiago. El acto comportaba la mayoría de edad del hijo de Urraca. La delicada salud del arzobispo de Toledo hizo que el poder de Alfonso creciese al sur del Duero, sin que por lo demás la situación del reino cambiase significativamente: la reina seguía dominando el centro; Alfonso de Aragón, el este de Castilla; Teresa, el suroeste; y el infante los territorios del sur. La reina puede haber pasado el verano y el otoño de ese año en Galicia, donde persistían los desórdenes y las incursiones de Teresa. Los intentos de Urraca de someter a su hermana fracasaron, y esta conservó el futuro Portugal y el sur de Galicia en su poder hasta el fallecimiento de la reina en 1126. Urraca no pudo aprovechar las correrías del rey aragonés por territorio almorávide y la consecuente paz en el este del reino para someter el oeste a su autoridad.
A finales de la primavera del 1125, Urraca y Alfonso estaban en Galicia, la última vez de la que se tiene constancia en que estuvieron juntos. A continuación, la reina marchó a Castilla, donde falleció en la primavera del año siguiente. Murió en Saldaña el 8 de marzo de 1126. Ese mismo año, su hijo Alfonso, llegado de Galicia, sería coronado también rey de León, como Alfonso VII de León, más tarde llamado el Emperador.
Este se apresuró a vituperar el gobierno de su madre y a condenarla al olvido. Las crónicas de los siglos XII y XIII también fueron contrarias a la figura de Urraca, a la que criticaron por sus pasiones e inclinaciones que asociaban a su sexo femenino.

## Sepultura

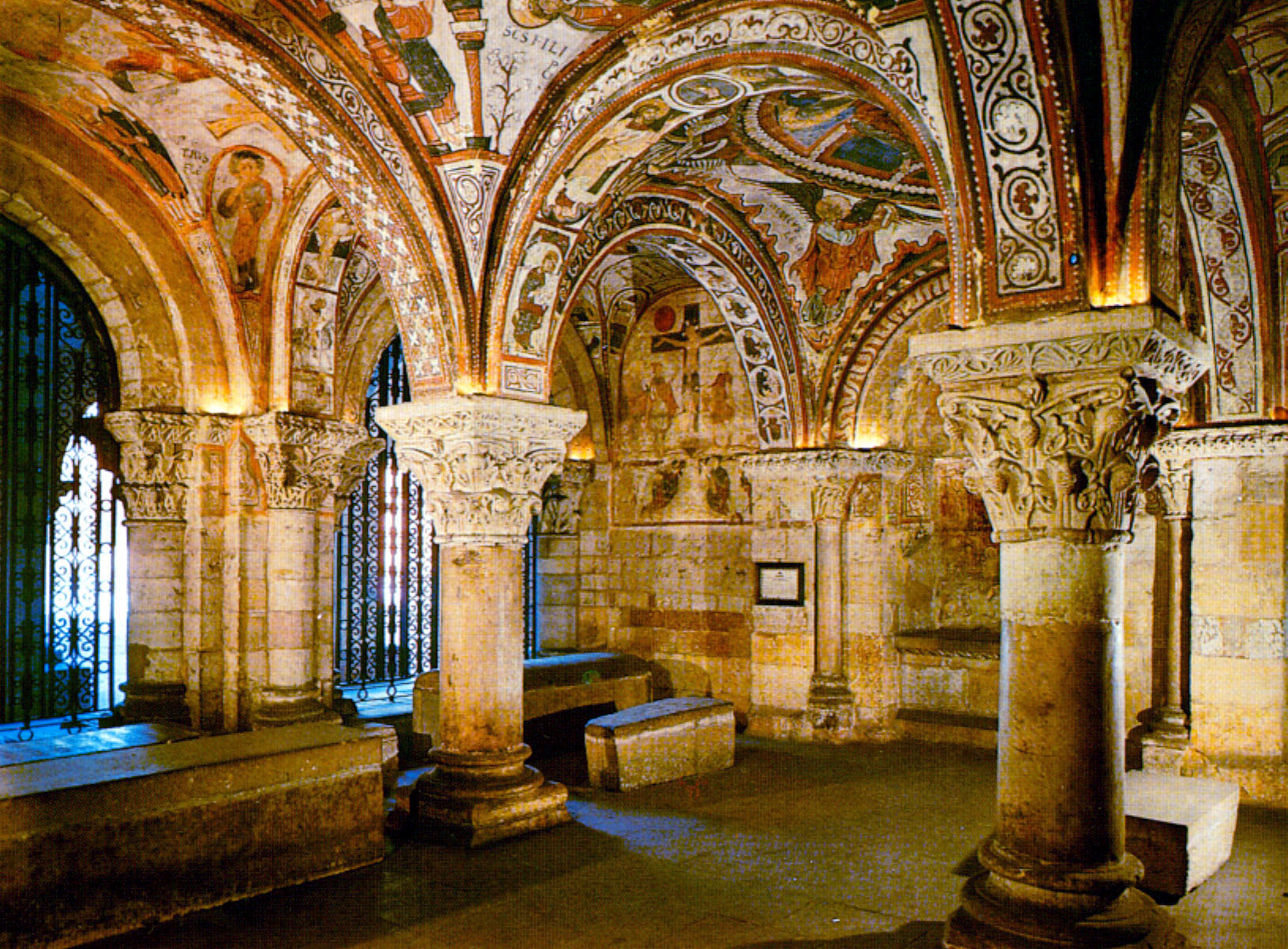
Panteón de reyes de San Isidoro de León, donde fue sepultada la reina Urraca I de León.

Después de su defunción en la localidad de Saldaña, el cadáver de la reina Urraca fue conducido a la ciudad de León, donde recibió sepultura en el Panteón de reyes de San Isidoro de León, recuperando así la tradición de los reyes de León de ser sepultados allí, tradición que había sido rota por su padre, Alfonso VI de León, quien recibió sepultura junto a la mayoría de sus esposas, entre ellas Constanza de Borgoña, madre de la reina Urraca, en el Monasterio de San Benito de Sahagún. Sus restos fueron depositados en un sepulcro de mármol liso, desaparecido en la actualidad, sobre cuya cubierta aparecía la imagen esculpida de la reina. En el sepulcro fue colocado el siguiente epitafio latino:

H. R. DOMNA URRACA REGINA, MATER IMPERATORIS ALFONSI, HOC URRACA JACET PULCRO REGINA SEPULCHRO. REGIS ADEFONSI FILIA QUIPPE BONI. UNDECIES CENTUM DECIES SEX QUATUOR ANNOS MARTIS MENSE ORAVI, CUM MORITUR NUMERA.

## Gobierno
La administración diaria del reino recaía fundamentalmente en los gobiernos locales, que se relacionaban con el escaso personal del Gobierno central del reino mediante las visitas a la corte y, más habitualmente, por la llegada de esta a la zona. Si bien la reina solía pasar el otoño y el invierno en Sahagún o León, el resto del año lo pasaba recorriendo los territorios que le eran fieles, aunque acudía con menos frecuencia a Toledo y Asturias que al resto. El Gobierno central lo formaban de normal la soberana y la curia, que en ocasiones especiales crecía para formar una curia general. No existía verdaderamente una estructura funcionarial ni de cargos administrativos, y la cancillería del reino aún estaba en formación.
Continuaba la asimilación del territorio entre el Duero y el Tajo que había comenzado en el reinado anterior, tierras que anteriormente habían pasado un periodo de autonomía frente a la autoridad de los señores cristianos del norte y de los musulmanes del sur. En esta zona, la unidad vertebradora de la administración del territorio era la ciudad. Los principales centros de la zona eran Coria, Talavera, Toledo, Hita, Guadalajara, Segovia, Ávila, Salamanca, Medina del Campo y Olmedo, entre otros.
En cuanto a sus relaciones con los importantes obispos del reino —veintiuno por entonces—, que en el caso de los de Santiago, Orense, Oviedo, Palencia y Tuy gozaban de notable poder político en sus comarcas, fueron en general satisfactorias, en parte por la colaboración con Urraca del arzobispo primado de Toledo. Pese a que solo pudo influir en el nombramiento de algunos de ellos (los de Burgos, Lugo, Salamanca, Braga, Zamora, Sigüenza y Segovia), logró, en general, someterlos a su autoridad. En su reinado se crearon algunos de los obispados: los de Ávila, Segovia, Zamora, y Sigüenza. Santiago ascendió a la categoría de arzobispado en 1120.
La corte era fundamentalmente itinerante: solía pasar el invierno en la comarca de Sahagún-León, pero el resto del año recorría el reino, con el objetivo de hacer presente la autoridad real en el territorio, de recabar información sobre lo que sucedía en el reino y de explotarlo, mediante la exigencia del cumplimiento de lo debido a la Corona.

## Matrimonios, relaciones y descendencia
La reina Urraca se casó en primeras nupcias con el conde Raimundo de Borgoña, hijo del conde palatino Guillermo I de Borgoña. Habían estado comprometidos desde 1087, aunque el matrimonio no se celebró hasta 1095 en la ciudad de Toledo. Fruto del primer matrimonio de la reina nacieron los siguientes hijos:
- Sancha Raimúndez[171] (después de 1095[16]-1159[172]). Fue la hija mayor del matrimonio y permaneció soltera.[172][173]
- Alfonso VII de León (1105-1157).[16] Sucedió a su madre en los tronos de León y de Castilla.

Contrajo un segundo matrimonio con Alfonso I el Batallador, rey de Aragón, del cual no hubo sucesión y que se declaró nulo posteriormente a causa de la consanguinidad de los dos contrayentes.
Seguidamente mantuvo relaciones con el conde Gómez González, antiguo alférez de su padre, cabeza de la casa castellana de Lara y muerto en el otoño de 1111. Fallecido este, escogió por favorito al primo de aquel, el también conde Pedro González de Lara. Según las crónicas antiguas, relatadas por Jerónimo Zurita, el conde Pedro González de Lara, hijo de Gonzalo Núñez, tenente en Lara y Osma, y de Goto Núñez, quien gozaba de la privanza de la reina, 

... nunca perdonó a su mismo honor ni hizo diferencia de los maridos a los adúlteros, pensó en casar con ella, y poníase muy delante en los negocios de todo el reino, presumiendo de mandar y vedar como absoluto señor. Pero ella no se sabía sujetar ni a su afición ni a la ajena.

Los condes y ricoshombres de Castilla no consintieron el matrimonio y Gutierre Fernández de Castro prendió al conde Pedro y lo encerró en el castillo de Mansilla. 
De su relación con el conde Pedro González de Lara nacieron dos hijos, ambos documentados:
- Elvira Pérez de Lara (c. 1111-c. 1174). Contrajo un primer matrimonio con García Pérez de Traba, hijo del conde Pedro Froilaz según declara en un documento en 1138 cuando confirma como comitissa Gelvira domini Petri et reginae domne Urraccae filia pro anima viri domino Garcia comitis domini Petri filius et dominae Maioris.[176] Después de enviudar y según los deseos de su medio hermano Alfonso VII, contrajo matrimonio cerca de 1128 con Beltrán de Risnel de quien no tuvo descendencia.[177]
- Fernando Pérez Furtado[178] (c. 1114-1156), llamado así porque se le privó de una herencia por ser bastardo (Hurtado significa «robado»). Aparece en noviembre de 1123 como Fernandus Petri minor filius. Participó en la batalla de San Mamede en junio de 1128 y fue capturado por los portugueses.[179][180] Quedó en ese reino y aparece en 1140 en el Convento de San Juan de Tarouca confirmando un documento como Ferdinandus Furtado, frater Imperatoris.[178] Antiguos genealogistas le consideraban ancestro de los Hurtado de Mendoza, pero tal afirmación no tiene base documental alguna.[l] Vivió después en Portugal.[182][183][m][184][185]

Según Reilly, la reina empleó estas relaciones extramatrimoniales como instrumento político para atraerse poderosos aliados, sin la necesidad de someterse a la autoridad de un marido.

## Ancestros
| \| \| \| \| \| \| \| \| \| \| \| \| \| \| \| \| \| \| \| \| 16. García Sánchez II de Pamplona \| \| \| \| \| \| \| \| \| \| \| \| \| \| \| \| \| \| \| \| \| \| \| \| \| \| \| \| \| \| \| \| \| \| \| \| \| \| \| \| \| \| \| \| \| \| \| \| \| \| \| \| \| \| 8. Sancho Garcés III de Pamplona \| \| \| \| \| \| \| \| \| \| \| \| \| \| \| \| \| \| \| \| \| \| \| \| \| \| \| \| \| \| \| \| \| \| \| \| \| \| \| \| \| \| \| \| \| \| \| \| \| \| \| \| \| \| 17. Jimena Fernández \| \| \| \| \| \| \| \| \| \| \| \| \| \| \| \| \| \| \| \| \| \| \| \| \| \| \| \| \| \| \| \| \| \| \| \| \| \| \| \| \| \| \| \| \| \| \| \| \| \| \| \| \| \| 4. Fernando I de León \| \| \| \| \| \| \| \| \| \| \| \| \| \| \| \| \| \| \| \| \| \| \| \| \| \| \| \| \| \| \| \| \| \| \| \| \| \| \| \| \| \| \| \| \| \| \| \| \| \| \| \| \| \| 18. Sancho García \| \| \| \| \| \| \| \| \| \| \| \| \| \| \| \| \| \| \| \| \| \| \| \| \| \| \| \| \| \| \| \| \| \| \| \| \| \| \| \| \| \| \| \| \| \| \| \| \| \| \| \| \| \| 9. Muniadona de Castilla \| \| \| \| \| \| \| \| \| \| \| \| \| \| \| \| \| \| \| \| \| \| \| \| \| \| \| \| \| \| \| \| \| \| \| \| \| \| \| \| \| \| \| \| \| \| \| \| \| \| \| \| \| \| 19. Urraca Gómez \| \| \| \| \| \| \| \| \| \| \| \| \| \| \| \| \| \| \| \| \| \| \| \| \| \| \| \| \| \| \| \| \| \| \| \| \| \| \| \| \| \| \| \| \| \| \| \| \| \| \| \| \| \| 2. Alfonso VI de León \| \| \| \| \| \| \| \| \| \| \| \| \| \| \| \| \| \| \| \| \| \| \| \| \| \| \| \| \| \| \| \| \| \| \| \| \| \| \| \| \| \| \| \| \| \| \| \| \| \| \| \| \| \| 20. Bermudo II de León \| \| \| \| \| \| \| \| \| \| \| \| \| \| \| \| \| \| \| \| \| \| \| \| \| \| \| \| \| \| \| \| \| \| \| \| \| \| \| \| \| \| \| \| \| \| \| \| \| \| \| \| \| \| 10. Alfonso V de León \| \| \| \| \| \| \| \| \| \| \| \| \| \| \| \| \| \| \| \| \| \| \| \| \| \| \| \| \| \| \| \| \| \| \| \| \| \| \| \| \| \| \| \| \| \| \| \| \| \| \| \| \| \| 21. Elvira García \| \| \| \| \| \| \| \| \| \| \| \| \| \| \| \| \| \| \| \| \| \| \| \| \| \| \| \| \| \| \| \| \| \| \| \| \| \| \| \| \| \| \| \| \| \| \| \| \| \| \| \| \| \| 5. Sancha de León \| \| \| \| \| \| \| \| \| \| \| \| \| \| \| \| \| \| \| \| \| \| \| \| \| \| \| \| \| \| \| \| \| \| \| \| \| \| \| \| \| \| \| \| \| \| \| \| \| \| \| \| \| \| 22. Menendo González \| \| \| \| \| \| \| \| \| \| \| \| \| \| \| \| \| \| \| \| \| \| \| \| \| \| \| \| \| \| \| \| \| \| \| \| \| \| \| \| \| \| \| \| \| \| \| \| \| \| \| \| \| \| 11. Elvira Menéndez (m. 1022) \| \| \| \| \| \| \| \| \| \| \| \| \| \| \| \| \| \| \| \| \| \| \| \| \| \| \| \| \| \| \| \| \| \| \| \| \| \| \| \| \| \| \| \| \| \| \| \| \| \| \| \| \| \| 23. Tutadona \| \| \| \| \| \| \| \| \| \| \| \| \| \| \| \| \| \| \| \| \| \| \| \| \| \| \| \| \| \| \| \| \| \| \| \| \| \| \| \| \| \| \| \| \| \| \| \| \| \| \| \| \| \| 1. Urraca I de León \| \| \| \| \| \| \| \| \| \| \| \| \| \| \| \| \| \| \| \| \| \| \| \| \| \| \| \| \| \| \| \| \| \| \| \| \| \| \| \| \| \| \| \| \| \| \| \| \| \| \| \| \| \| 24. Hugo Capeto \| \| \| \| \| \| \| \| \| \| \| \| \| \| \| \| \| \| \| \| \| \| \| \| \| \| \| \| \| \| \| \| \| \| \| \| \| \| \| \| \| \| \| \| \| \| \| \| \| \| \| \| \| \| 12. Roberto II de Francia \| \| \| \| \| \| \| \| \| \| \| \| \| \| \| \| \| \| \| \| \| \| \| \| \| \| \| \| \| \| \| \| \| \| \| \| \| \| \| \| \| \| \| \| \| \| \| \| \| \| \| \| \| \| 25. Adelaida de Aquitania \| \| \| \| \| \| \| \| \| \| \| \| \| \| \| \| \| \| \| \| \| \| \| \| \| \| \| \| \| \| \| \| \| \| \| \| \| \| \| \| \| \| \| \| \| \| \| \| \| \| \| \| \| \| 6. Roberto I de Borgoña \| \| \| \| \| \| \| \| \| \| \| \| \| \| \| \| \| \| \| \| \| \| \| \| \| \| \| \| \| \| \| \| \| \| \| \| \| \| \| \| \| \| \| \| \| \| \| \| \| \| \| \| \| \| 26. Guillermo I de Provenza \| \| \| \| \| \| \| \| \| \| \| \| \| \| \| \| \| \| \| \| \| \| \| \| \| \| \| \| \| \| \| \| \| \| \| \| \| \| \| \| \| \| \| \| \| \| \| \| \| \| \| \| \| \| 13. Constanza de Arlés \| \| \| \| \| \| \| \| \| \| \| \| \| \| \| \| \| \| \| \| \| \| \| \| \| \| \| \| \| \| \| \| \| \| \| \| \| \| \| \| \| \| \| \| \| \| \| \| \| \| \| \| \| \| 27. Adelaida de Anjou \| \| \| \| \| \| \| \| \| \| \| \| \| \| \| \| \| \| \| \| \| \| \| \| \| \| \| \| \| \| \| \| \| \| \| \| \| \| \| \| \| \| \| \| \| \| \| \| \| \| \| \| \| \| 3. Constanza de Borgoña \| \| \| \| \| \| \| \| \| \| \| \| \| \| \| \| \| \| \| \| \| \| \| \| \| \| \| \| \| \| \| \| \| \| \| \| \| \| \| \| \| \| \| \| \| \| \| \| \| \| \| \| \| \| 28. Godofredo I de Samur \| \| \| \| \| \| \| \| \| \| \| \| \| \| \| \| \| \| \| \| \| \| \| \| \| \| \| \| \| \| \| \| \| \| \| \| \| \| \| \| \| \| \| \| \| \| \| \| \| \| \| \| \| \| 14. Dalmas de Samur \| \| \| \| \| \| \| \| \| \| \| \| \| \| \| \| \| \| \| \| \| \| \| \| \| \| \| \| \| \| \| \| \| \| \| \| \| \| \| \| \| \| \| \| \| \| \| \| \| \| \| \| \| \| 7. Hélie de Samur \| \| \| \| \| \| \| \| \| \| \| \| \| \| \| \| \| \| \| \| \| \| \| \| \| \| \| \| \| \| \| \| \| \| \| \| \| \| \| \| \| \| \| \| \| \| \| \| \| \| \| \| \| \| 15. Aremburgue \| \| \| \| \| \| \| \| \| \| \| \| \| \| \| \| \| \| \| \| \| \| \| \| \| \| \| \| \| \| \| \| \| \| \| \| \| \| \| \| \| \| \| \| \| \| \| \| \| \| \| \| |                                   |  |  |  |  |  |  |  |  |  |  |  |  |  |  |  |
| |                                   |  |  |  |  |  |  |  |  |  |  |  |  |  |  |  |
| | 16. García Sánchez II de Pamplona |  |  |  |  |  |  |  |  |  |  |  |  |  |  |  |
| |                                   |  |  |  |  |  |  |  |  |  |  |  |  |  |  |  |
| |                                   |  |  |  |  |  |  |  |  |  |  |  |  |  |  |  |
| | 8. Sancho Garcés III de Pamplona  |  |  |  |  |  |  |  |  |  |  |  |  |  |  |  |
| |                                   |  |  |  |  |  |  |  |  |  |  |  |  |  |  |  |
| |                                   |  |  |  |  |  |  |  |  |  |  |  |  |  |  |  |
| | 17. Jimena Fernández              |  |  |  |  |  |  |  |  |  |  |  |  |  |  |  |
| |                                   |  |  |  |  |  |  |  |  |  |  |  |  |  |  |  |
| |                                   |  |  |  |  |  |  |  |  |  |  |  |  |  |  |  |
| | 4. Fernando I de León             |  |  |  |  |  |  |  |  |  |  |  |  |  |  |  |
| |                                   |  |  |  |  |  |  |  |  |  |  |  |  |  |  |  |
| |                                   |  |  |  |  |  |  |  |  |  |  |  |  |  |  |  |
| | 18. Sancho García                 |  |  |  |  |  |  |  |  |  |  |  |  |  |  |  |
| |                                   |  |  |  |  |  |  |  |  |  |  |  |  |  |  |  |
| |                                   |  |  |  |  |  |  |  |  |  |  |  |  |  |  |  |
| | 9. Muniadona de Castilla          |  |  |  |  |  |  |  |  |  |  |  |  |  |  |  |
| |                                   |  |  |  |  |  |  |  |  |  |  |  |  |  |  |  |
| |                                   |  |  |  |  |  |  |  |  |  |  |  |  |  |  |  |
| | 19. Urraca Gómez                  |  |  |  |  |  |  |  |  |  |  |  |  |  |  |  |
| |                                   |  |  |  |  |  |  |  |  |  |  |  |  |  |  |  |
| |                                   |  |  |  |  |  |  |  |  |  |  |  |  |  |  |  |
| | 2. Alfonso VI de León             |  |  |  |  |  |  |  |  |  |  |  |  |  |  |  |
| |                                   |  |  |  |  |  |  |  |  |  |  |  |  |  |  |  |
| |                                   |  |  |  |  |  |  |  |  |  |  |  |  |  |  |  |
| | 20. Bermudo II de León            |  |  |  |  |  |  |  |  |  |  |  |  |  |  |  |
| |                                   |  |  |  |  |  |  |  |  |  |  |  |  |  |  |  |
| |                                   |  |  |  |  |  |  |  |  |  |  |  |  |  |  |  |
| | 10. Alfonso V de León             |  |  |  |  |  |  |  |  |  |  |  |  |  |  |  |
| |                                   |  |  |  |  |  |  |  |  |  |  |  |  |  |  |  |
| |                                   |  |  |  |  |  |  |  |  |  |  |  |  |  |  |  |
| | 21. Elvira García                 |  |  |  |  |  |  |  |  |  |  |  |  |  |  |  |
| |                                   |  |  |  |  |  |  |  |  |  |  |  |  |  |  |  |
| |                                   |  |  |  |  |  |  |  |  |  |  |  |  |  |  |  |
| | 5. Sancha de León                 |  |  |  |  |  |  |  |  |  |  |  |  |  |  |  |
| |                                   |  |  |  |  |  |  |  |  |  |  |  |  |  |  |  |
| |                                   |  |  |  |  |  |  |  |  |  |  |  |  |  |  |  |
| | 22. Menendo González              |  |  |  |  |  |  |  |  |  |  |  |  |  |  |  |
| |                                   |  |  |  |  |  |  |  |  |  |  |  |  |  |  |  |
| |                                   |  |  |  |  |  |  |  |  |  |  |  |  |  |  |  |
| | 11. Elvira Menéndez (m. 1022)     |  |  |  |  |  |  |  |  |  |  |  |  |  |  |  |
| |                                   |  |  |  |  |  |  |  |  |  |  |  |  |  |  |  |
| |                                   |  |  |  |  |  |  |  |  |  |  |  |  |  |  |  |
| | 23. Tutadona                      |  |  |  |  |  |  |  |  |  |  |  |  |  |  |  |
| |                                   |  |  |  |  |  |  |  |  |  |  |  |  |  |  |  |
| |                                   |  |  |  |  |  |  |  |  |  |  |  |  |  |  |  |
| | 1. Urraca I de León               |  |  |  |  |  |  |  |  |  |  |  |  |  |  |  |
| |                                   |  |  |  |  |  |  |  |  |  |  |  |  |  |  |  |
| |                                   |  |  |  |  |  |  |  |  |  |  |  |  |  |  |  |
| | 24. Hugo Capeto                   |  |  |  |  |  |  |  |  |  |  |  |  |  |  |  |
| |                                   |  |  |  |  |  |  |  |  |  |  |  |  |  |  |  |
| |                                   |  |  |  |  |  |  |  |  |  |  |  |  |  |  |  |
| | 12. Roberto II de Francia         |  |  |  |  |  |  |  |  |  |  |  |  |  |  |  |
| |                                   |  |  |  |  |  |  |  |  |  |  |  |  |  |  |  |
| |                                   |  |  |  |  |  |  |  |  |  |  |  |  |  |  |  |
| | 25. Adelaida de Aquitania         |  |  |  |  |  |  |  |  |  |  |  |  |  |  |  |
| |                                   |  |  |  |  |  |  |  |  |  |  |  |  |  |  |  |
| |                                   |  |  |  |  |  |  |  |  |  |  |  |  |  |  |  |
| | 6. Roberto I de Borgoña           |  |  |  |  |  |  |  |  |  |  |  |  |  |  |  |
| |                                   |  |  |  |  |  |  |  |  |  |  |  |  |  |  |  |
| |                                   |  |  |  |  |  |  |  |  |  |  |  |  |  |  |  |
| | 26. Guillermo I de Provenza       |  |  |  |  |  |  |  |  |  |  |  |  |  |  |  |
| |                                   |  |  |  |  |  |  |  |  |  |  |  |  |  |  |  |
| |                                   |  |  |  |  |  |  |  |  |  |  |  |  |  |  |  |
| | 13. Constanza de Arlés            |  |  |  |  |  |  |  |  |  |  |  |  |  |  |  |
| |                                   |  |  |  |  |  |  |  |  |  |  |  |  |  |  |  |
| |                                   |  |  |  |  |  |  |  |  |  |  |  |  |  |  |  |
| | 27. Adelaida de Anjou             |  |  |  |  |  |  |  |  |  |  |  |  |  |  |  |
| |                                   |  |  |  |  |  |  |  |  |  |  |  |  |  |  |  |
| |                                   |  |  |  |  |  |  |  |  |  |  |  |  |  |  |  |
| | 3. Constanza de Borgoña           |  |  |  |  |  |  |  |  |  |  |  |  |  |  |  |
| |                                   |  |  |  |  |  |  |  |  |  |  |  |  |  |  |  |
| |                                   |  |  |  |  |  |  |  |  |  |  |  |  |  |  |  |
| | 28. Godofredo I de Samur          |  |  |  |  |  |  |  |  |  |  |  |  |  |  |  |
| |                                   |  |  |  |  |  |  |  |  |  |  |  |  |  |  |  |
| |                                   |  |  |  |  |  |  |  |  |  |  |  |  |  |  |  |
| | 14. Dalmas de Samur               |  |  |  |  |  |  |  |  |  |  |  |  |  |  |  |
| |                                   |  |  |  |  |  |  |  |  |  |  |  |  |  |  |  |
| |                                   |  |  |  |  |  |  |  |  |  |  |  |  |  |  |  |
| | 7. Hélie de Samur                 |  |  |  |  |  |  |  |  |  |  |  |  |  |  |  |
| |                                   |  |  |  |  |  |  |  |  |  |  |  |  |  |  |  |
| |                                   |  |  |  |  |  |  |  |  |  |  |  |  |  |  |  |
| | 15. Aremburgue                    |  |  |  |  |  |  |  |  |  |  |  |  |  |  |  |
| |                                   |  |  |  |  |  |  |  |  |  |  |  |  |  |  |  |
| |                                   |  |  |  |  |  |  |  |  |  |  |  |  |  |  |  |

| Predecesor: Berta de Aragón | Reina consorte de Navarra 1109-1115                   | Sucesor: Margarita de l'Aigle |
| Predecesor: Berta de Aragón | Reina consorte de Aragón 1109-1115                    | Sucesor: Inés de Poitou       |
| Predecesor: Alfonso VI      | Reina de León (totius hispaniae imperatrix) 1109-1126 | Sucesor: Alfonso VII          |